# 126-я стрелковая дивизия (1-го формирования)
126-я стрелковая дивизия, воинское соединение РККА в Великой Отечественной войне.

## История
Развёрнута 14 августа 1939 года на базе 3-го стрелкового полка 1-й Московской стрелковой дивизии, в июне 1940 года введена в Латвию, в 1940 году переформирована в 126-ю моторизованную дивизию, затем снова в 126-ю стрелковую. На ноябрь 1940 года имела в своём составе 11697 человек, 10782 винтовок, 32 СВТ, 720 пулемётов.
Весной 1941 года дислоцировалась в Крустпилсе, 4 мая 1941 года частично была переброшена в Елгаву и маршем на Балтийское побережье, недалеко от Моонзундского архипелага, где отряд занимался строительством укреплений. 18 июня 1941 года отряд был переброшен в Шяуляй, затем в Каунас, и занял оборону в 30 километрах от границы. Основные силы дивизии находились в Жнежморяй, южнее Каунаса.
В действующей армии во время ВОВ с 22 июня 1941 по 13 декабря 1941 года.
На 22 июня 1941 года переброшенный на границу отряд в составе 3-го батальона 550-го стрелкового полка, 2-го батальона 366-го стрелкового полка и 3-го батальона 595-го стрелкового полка, а также, очевидно, некоторые части артиллерийского полка попал под удар 39-го моторизованного корпуса, вступил в бои и быстро был уничтожен. Остатки отошли к Алитусу, где, по-видимому, вели бои вместе с 5-й танковой дивизией
Основные силы дивизии с 22 июня 1941 года отходили по маршруту Пренай (где ведёт бои с вражескими десантами, переправилась через Неман и взорвала мост) — Езно — Кроны — Румшишскис — Кяйшадорис — Чабишки — Козяны — Козулино — Борковичи — Дерновичи — Бокачи — Рудня — Пустошка.
К началу июля 1941 года дивизия укрепилась в районе Дисны, заняв позиции между 174-й и 98-й стрелковыми дивизиями, имея в составе 2355 штыков, вошла в состав 62-го стрелкового корпуса. С 7 июля 1941 года ведёт тяжёлые бои с противником, расширяющим плацдарм в районе Дисны (Оборона Полоцка 1941).
На 10 июля 1941 года ещё удерживает свои позиции, однако была уже вынуждена начать отход, ведёт бои на рубеже станции Забелье, к 15 июля 1941 года находится на западных подступах к Новосокольникам. 21 июля 1941 года частью сил принимает участие в освобождении города Великие Луки. После освобождения города оставляет по приказу Новосокольники и 23 июля 1941 года в полном составе сосредоточилась в Великих Луках, где ведёт бои до конца августа 1941 года. 21 августа 1941 года переходит в наступление, но сама попадает в окружение, несёт большие потери, выходит из окружения. На 29 августа 1941 года ведёт бои на подступах к Торопцу отступает за Западную Двину в её верховьях, где силами одного полка (185 человек при полном отсутствии пулемётов и орудий) участвует в составе сводного отряда в ударе по плацдарму немецких войск. 3 сентября 1941 года ведёт бои с противником, пытающимся переправиться через Западную Двину. На 1 октября 1941 года занимает позиции западнее Осташкова, имея соседом справа 249-ю стрелковую дивизию, слева 252-ю стрелковую дивизию. По некоторым данным, дивизия с начала войны по октябрь 1941 года попадала в окружение 8 раз.
4 октября 1941 года отведена в резерв, где находится до 9 октября 1941 года. На 11 октября 1941 года дивизия имела приказ отойти на восточный берег реки Вазуза в районе Степаново, Лаптево и с боями отходить на Зубцов.
11-14 октября 1941 года часть сил дивизии была окружена в районе между Сычёвкой и Ржевом. Из окружения смог выйти только один полк дивизии, надо отметить, организованно. Остатки дивизии числом до тысячи человек сведены в 690-й сводный стрелковый полк. По журналу боевых действий дивизии, она с 15 по 26 октября 1941 года находится на доукомплектовании.
Однако пополненный полк — собственно и составляющий дивизию — занял позиции северо-восточнее Волоколамска, справа от 316-й стрелковой дивизии. С 16 октября 1941 года дивизия ведёт бои, будучи подчинённой 316-й стрелковой дивизии, к 26 октября 1941 года отошла на восточный берег реки Лама, где закрепилась и держит оборону до середины ноября 1941 года — противник на этом направлении активности не проявлял.
14 ноября 1941 года ведёт бой с 14-й моторизованной дивизией, 16 ноября 1941 года овладела Ботово. Немецкие войска, возобновив наступление, отбросили дивизию к Клину, куда она отходила неорганизованно.
Из книги «Разгром немецко-фашистских войск под Москвой»
Однако, несмотря на все мероприятия командования фронта и армий, отдельные части и соединения все же не всегда оказывали должное сопротивление и иногда оставляли позиции без боя или после столкновения с передовыми неприятельскими частями (126-я стрелковая дивизия в районе к западу от Клина и в районе Клина…)
К исходу 21 ноября 1941 года полки дивизии занимали оборонительный рубеж юго-западнее и южнее Клина, к 22 ноября 1941 года вынуждена была отойти на рубеж Акулово, Сохино, Мисирево к югу от Клина и попала в окружение. Немецкие войска ворвались в Мисирево, где находился штаб дивизии, в результате чего связь с ней была потеряна. К концу дня дивизия вырвалась из него и отошла в район Борозда, Караваево, Кононово. 23 ноября 1941 года проводила безуспешные контратаки. 24—25 ноября 1941 года остатки дивизии вели бои южнее Клина в окружении, представляя собой уже разрозненные группы, которые частью смогли выйти из окружения. 27—28 ноября 1941 года остатки дивизии ведёт бои вдоль шоссе на Фёдоровку. 29 ноября 1941 года дивизия была включена в группу генерала Захарова, вела оборонительные бои на рубеже Ольгово, Харламово, Клусово, Тимоново и далее по восточному берегу озера Сенежское и опять попала в окружение, остатками вышла из него. На 3 декабря 1941 года перед группой стояла задача обеспечивать рубеж Хорошилово в 12 километрах юго-западнее Яхромы), Никольское. С 4 декабря 1941 года наступает в направлении озера Сенежское и далее на Клин.
13 декабря 1941 года расформирована, имея в составе менее тысячи человек, без ведома наркома обороны.

## Состав
- 366-й стрелковый полк
- 539-й стрелковый полк (с середины ноября 1941 и до расформирования дивизии в декабре 1941)
- 690 стрелковый полк(с конца ноября 1941,практически сразу обращён на пополнение других полков дивизии)
- 550-й стрелковый полк
- 358-й лёгкий артиллерийский полк (до 30.10.1941)
- 501-й гаубичный артиллерийский полк (до 25.10.1941)
- 426-й гаубичный артиллерийский полк (с 30.10.1941)
- 265-й отдельный истребительно-противотанковый дивизион
- 286-й (240-й) отдельный зенитный артиллерийский дивизион
- 198-й разведывательный батальон
- 175-й сапёрный батальон
- 233-й отдельный батальон связи
- 222-й (212-й) медико-санитарный батальон
- 130-я отдельная рота химический защиты
- 101-я автотранспортная рота (230-й автотранспортный батальон)
- 195-я полевая хлебопекарня
- 873-я полевая почтовая станция
- 139-я полевая касса Госбанка

## Подчинение
| Дата            | Фронт (округ)         | Армия      | Корпус                 | Примечания |
| --------------- | --------------------- | ---------- | ---------------------- | ---------- |
| 22.06.1941 года | Северо-Западный фронт | 11-я армия | -                      | -          |
| 01.07.1941 года | Северо-Западный фронт | 11-я армия | -                      | -          |
| 10.07.1941 года | Северо-Западный фронт | 27-я армия | 29-й стрелковый корпус | -          |
| 01.08.1941 года | Западный фронт        | 22-я армия | 29-й стрелковый корпус | -          |
| 01.09.1941 года | Западный фронт        | 22-я армия | 29-й стрелковый корпус | -          |
| 01.10.1941 года | Западный фронт        | 22-я армия | -                      | -          |
| 01.11.1941 года | Западный фронт        | 16-я армия | -                      | -          |
| 01.12.1941 года | Западный фронт        | 16-я армия | -                      | -          |

## Командиры
- Соколов Николай Александрович (?.08.1939 — ?.01.1940), комдив[1]
- Антюфеев, Иван Михайлович (сентябрь — октябрь 1939), полковник (в должность не вступил)[2]
- Афанасьев, Александр Николаевич (?.01.1940 — ?.05.1940), полковник, врид[3]
- Новиков, Василий Васильевич (15.05.1940 — 27.06.1940), комбриг, с 4.06.1940 генерал-майор
- Самокрутов, Михаил Васильевич (?.06.1940 — 27.12.1940), комбриг (покончил жизнь самоубийством)
- Кузнецов, Михаил Андреевич (27.01.1941 — 21.07.1941), генерал-майор (умер от ран 6.08.1941)
- Бедин, Ефим Васильевич (22.07.1941 — 01.11.1941), полковник
- Вронский, Яков Никифорович (02.11.1941 — 13.12.1941), полковник

## Память
- Обелиск на братской могиле на (82-й километр, Ленинградское шоссе, Белозерки)